# La Faim des Schtroumpfs
La Faim des Schtroumpfs est la cinquième histoire de la série Les Schtroumpfs de Peyo et Yvan Delporte. Elle est publiée pour la première fois dans le no 1235 du journal Spirou daté du 14 décembre 1961, puis dans l'album La Schtroumpfette en 1966,.

## Résumé
C’est l’hiver et la réserve de nourriture du village brûle accidentellement. Les Schtroumpfs doivent rapidement trouver une solution pour ne pas mourir de faim.